# Clubhouses
«Clubhouses» (en España «Casaclub» y en Hispanoamérica «Casa Club») es el episodio 12 de la segunda temporada de la serie animada South Park.

## Trama
Stan y los demás niños están jugando en el patio de la escuela, entonces aparecen Wendy y Bebe, Wendy le pregunta a Kyle si Bebe se ve linda y luego ella y Stan se van dejándolos solos (en su intento de emparejarlos ya que Bebe comienza a interesarse en Kyle), Wendy le cuenta su plan y le dice que si ellos hicieran pareja, los cuatro podrían jugar verdad o reto en su casa club.
Después de eso, Stan convence a Kyle de que lo ayude a construirla, entonces acuden donde el papá de Stan, para pedirle un consejo, pero llega la mama de Stan y le pide ayuda, ellos tienen una discusión, entonces Stan y Kyle deciden construir la casa club ellos solos, en eso llegan Cartman y Kenny, y al ver que no estaban incluidos en los planes de Stan, se van diciendo que construirán su propia casa club, pero en lugar de construirla él mismo, Cartman obliga a Kenny a construir el solo la casa club (según él, porque como Kenny es pobre él debe ser el obrero) y para construirla se basan en una villa Ewok mientras Cartman ve TV comiendo Cheesy poofs.
Los padres de Stan se divorcian pese a tener al Sr. Mackey como consejero y aunque Randy comienza una vida de soltero como Playboy, Sharon consigue un nuevo novio llamado Roy quien se muda a la casad e Sharon y en principio se muestra amable con Stan pero luego lo obliga a cortar leña. Igualmente Sharon le prohíbe a Stan no ver más a Terrance y Phillip y en su lugar ver un show llamado Fat Abbot que al ser más profano por lo que le termina gustando a Stan y a Kyle.
Al día siguiente, Bebe le escribe a Kyle una nota y se la va pasando a sus compañeros hasta que llega donde esta Stan, quien es sorpredido por el Sr. Garrison quien le obliga a leerla en voz alta, después de eso es enviado a la oficina del Sr. Mackey donde todo el asunto se olvida cuando, llegan los padres de Stan y se ponen a discutir, entonces Stan se va disimuladamente
Finalmente Kenny termina la casa club, y Cartman le dice que vaya a buscar chicas para poder jugar verdad o reto, mientras, Stan va donde Kyle y le pide que terminen la casa club, en eso llegan Wendy y Bebe, Stan les dice que todo va bien y que la terminarían al día siguiente, pero cuando se van, Kyle le pregunta, como se juega y Stan se va a preguntarle al Chef, entonces después de explicarle de que se trata el juego, este le aconceja que responda verdad las primeras veces para no parecer impaciente , mientras, Kenny llega a la casa de Cartman con las chicas, y este le cuenta a Stan. Mientras en la casa club de Cartman, él distrae a las chicas (porque no sabe cómo jugar verdad o reto) hablando de sus problemas.

## Muerte de Kenny
La multitud que había en la fiesta de Cartman lo pisa y lo mata, en su Casa Club.